# Hadesina goeleti
Hadesina goeleti je moljac iz familije Notodontidae koji je otkrio Džejms S. Miler 2008. godine. Nalazi se u severozapadnoj Kostariki, blizu granice sa Nikaragvom.
Dužina prednjih krila je 14–15,5 mm za mužjake i 15,5–16 mm za ženke.